# Friedrich Halm

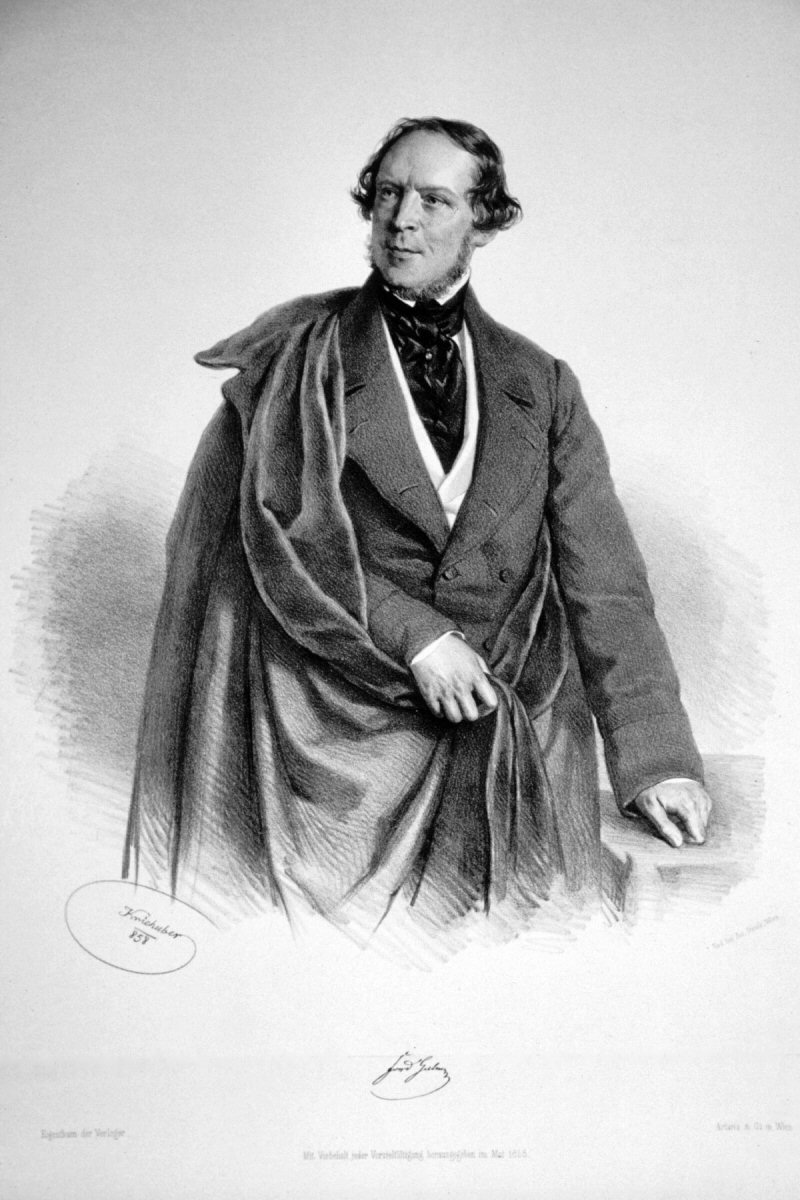
Friedrich Halm, Lithographie von Joseph Kriehuber 1858

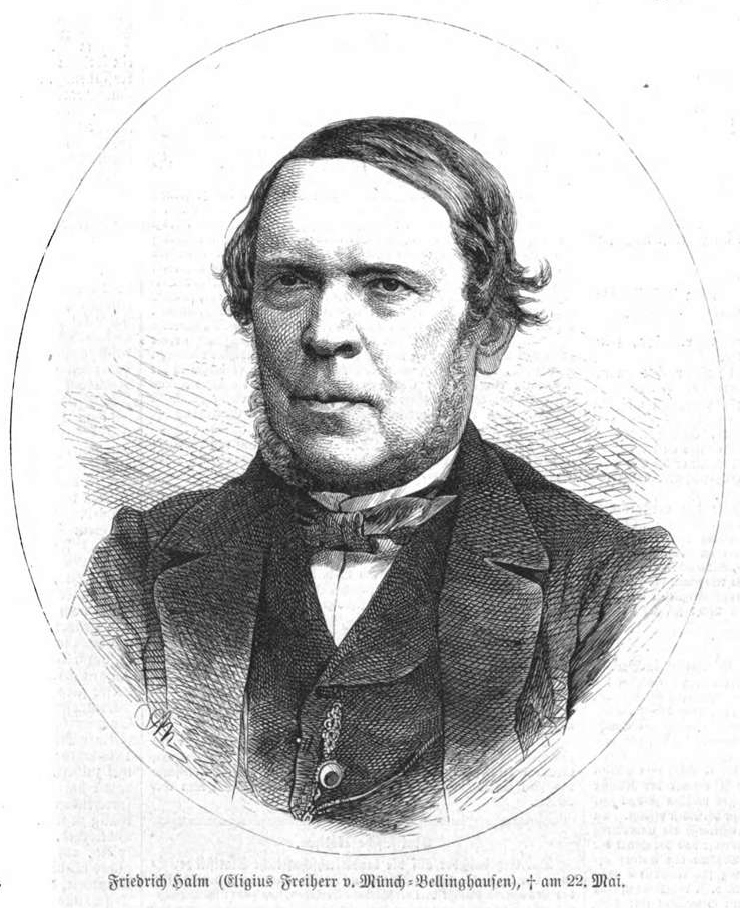
Friedrich Halm. Grafik von Adolf Neumann.

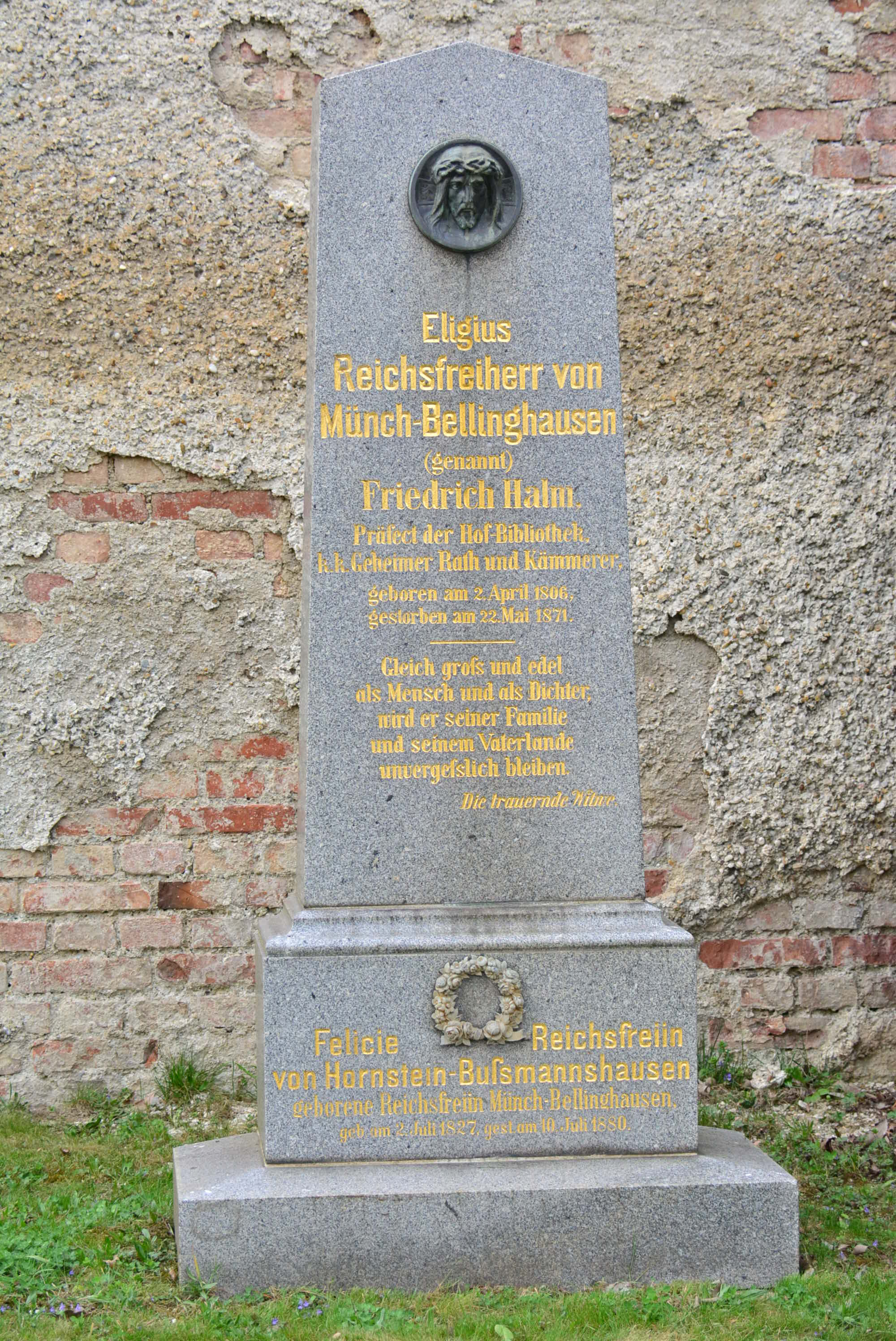
Grabstätte von Friedrich Halm

Friedrich Halm (eigentlich Eligius Franz Joseph Freiherr von Münch-Bellinghausen; * 2. April 1806 in Krakau; † 22. Mai 1871 in Wien) war ein österreichischer Dichter, Novellist und Dramatiker. Er gilt als literarischer Repräsentant der sogenannten Makart-Zeit.

## Herkunft
Friedrich Halms Eltern waren der Staats- und Konferenzrat Freiherr Cajetan Michael Joseph von Münch-Bellinghausen (1776–1831) und dessen erste Ehefrau die Freiin Theresia  von Deuster (1783–1810). Sein Onkel war Joachim Graf Münch-Bellinghausen, der Eigentümer der Güter Merkenstein und Gainfarn in Bad Vöslau.

## Leben
Halm besuchte zunächst das Stiftsgymnasium Melk und das Schottengymnasium in Wien. Bereits mit 13 Jahren begann er an der Universität Wien ein Studium der Philosophie und der Rechtswissenschaften. Mit 20 Jahren trat er beim k. k. Fiskalamt in Linz in den Staatsdienst ein, heiratete und brachte es mit 34 Jahren bis zum Regierungsrat. Auf seine lange Zeit geheim gehaltenen literarischen und poetischen Bestrebungen hatte sein Lehrer, der Ästhetiker Michael Leopold Enk von der Burg, bedeutenden Einfluss. 1835 wurde von Münch-Bellinghausens Erstlingswerk Griseldis unter dem auch später beibehaltenem Pseudonym Friedrich Halm mit großem Erfolg aufgeführt.
1845 übernahm Halm mit dem Titel eines Hofrats die erste Kustosstelle an der k. k. Hofbibliothek, um die er sich mit wichtigen Reformen verdient machte. 1865 bis 1869 war er Vorsitzender des Verwaltungsrats der Deutschen Schillerstiftung. 1866 wurde er Geheimrat mit dem Titel Exzellenz, 1867 Präfekt der Hofbibliothek mit Aufsicht über die Sammlungen des Hofes. 1869 bis 1871 leitete er als Generalintendant die beiden Wiener Hoftheater und war mit der Burgschauspielerin Julie Rettich eng befreundet.

## Familie
Friedrich Halm heiratete am 28. September 1826 Sophia von Schloißnigg (1804–1874), eine Tochter des Direktors der österreichischen Nationalbank Freiherren Franz von Schloißnigg (1777–1850) und der Freiin Anna Liedel de Well (* 25. März 1776; † 4. März 1822). Das Paar hatte einen jung verstorbenen Sohn sowie eine Tochter: Felicie (* 2. Juli 1827; † 10. Juli 1880). Sie heiratete 1857 den Freiherrn Bernhard von Hornstein-Bußmannshausen (* 3. September 1824).

## Ehrungen
Laut Augsburger Tagblatt wurde Halm 1846 vom französischen König Louis-Philippe I. zum Ritter der Ehrenlegion ernannt.
Halms Ehrengrab befindet sich auf dem Wiener Zentralfriedhof (Gruppe 0, Reihe 1, Nummer 100). Im Jahr 1876 wurde in Wien-Leopoldstadt (2. Bezirk) die Halmgasse nach ihm benannt.
Eine von Viktor Tilgner angefertigte Marmorbüste Halms steht in der nördlichen Feststiege des Wiener Burgtheaters, eine ebenfalls von Tilgner angefertigte Porträtbüste Halms ist seit 1888 Teil der Fassadendekoration des Burgtheaters.

## Leistungen
Als Dramatiker gehört Halm in der Nachfolge Franz Grillparzers zu den beliebtesten Bühnenautoren seiner Zeit. Er hatte auf dem Theater sogar mehr Erfolg als dieser und orientierte sich gleichfalls am spanischen  Drama. Seine teils durchaus sensationellen Theaterstücke sind heute zum Großteil in Vergessenheit geraten, von Interesse bleiben nach wie vor die von Heinrich von Kleist und der italienischen Novellistik beeinflussten Erzählungen, vor allem die sehr frühe Novelle Das Auge Gottes über die seelische Selbstzerstörung eines gottverleumdenden Ritters, und das novellistische Meisterstück Das Haus an der Veronabrücke über den Verlust der Menschlichkeit infolge eines Wahnes. Die Gefahr der Monomanie ist eines der beständigen Kernthemen der Novellistik Friedrich Halms, und auf diesem novellistischen Felde ist er ein Meister der tiefschürfendsten seelischen Darstellung.

## Werke

### Dramen
- Griseldis, 1835. online
- Der Adept, 1836. online
- Camoens, 1837. online
- Imelda Lambertazzi, 1838. online
- Ein mildes Urtheil, 1840. online
- König und Bauer, 1841. online
- Der Sohn der Wildnis, 1842. online
- Sampiero, 1844. online
- Donna Maria de Molina, 1847. online
- Verbot und Befehl, 1848. online
- Der Fechter von Ravenna, 1854. online
- Eine Königin, 1857. online
- Iphigenie in Delphi, 1857. online
- Begum Somru, 1860. online
- Wildfeuer, 1864. online

### Erzählungen
- Das Auge Gottes, 1826
- Ein Abend zu L., 1828
- Die Marzipanliese, 1856. online
- Die Freundinnen, 1860
- Das Haus an der Veronabrücke, 1864. Neuausgabe online

### Sonstiges
- Gedichte, 1850. online
- Gesammelte Werke, 8 Bde., 1856–1864
- Erzählungen